# Линден (Дитмаршен)
Линден (нем. Linden) — община в Германии, в земле Шлезвиг-Гольштейн.
Входит в состав района Дитмаршен. Подчиняется управлению КЛьГ Хеннштедт. Население составляет 854 человека (на 31 декабря 2010 года). Занимает площадь 11,62 км².
Коммуна подразделяется на 4 сельских округа.